# هوارد بيرنت
هوارد بيرنت (بالإنجليزية: Howard Burnett) هو منافس ألعاب قوى جامايكي، ولد في 8 مارس 1961.

## وصلات خارجية
- هوارد بيرنت على موقع الاتحاد الدولي لألعاب القوى (الإنجليزية)
- هوارد بيرنت على موقع أوليمبيديا (الإنجليزية)